# 大田正官庄レッドスパークス
大田正官庄レッドスパークス（テジョンせいかんしょうレッドスパークス、朝鮮語: 대전 정관장 레드스파크스、英語: Daejeon CheongKwanJang Red Sparks）は、韓国・大田広域市を本拠地とする女子バレーボールチーム。
1988年に「韓国専売公社（現：KT&G）バレーボール団」として創設。2006年からは「KT&Gアリエールズ」という名称で活動していた。2010年から韓国人参公社に移管され、「大田KGC人参公社」となった。
2023-2024 Vリーグ開幕前に、親会社のブランドリニューアルに合わせ、チーム名が「大田正官庄レッドスパークス」に変更となった。

## 歴代所属選手
- OP フェルナンダ・アルベス（2007-2008年）
- OP マリアン・ナギー（2008年 - 2009年）
- OP マデライネ・モンターニョ（2009年 - 2012年）
- MB ドラガナ・マリンコビッチ （2012年）
- OP ケイティ・カーター（2012-2013年）
- OP ジョイセ・シルバ（2013-2015年）
- OP ヘイリー・スペルマン（2015-2016年）
- OP アレイナ・バーグスマ（2016-2019年）
- OP ヴァレンティーナ・ディウフ（2019-2021年）
- OP イェレナ・ムラジェノビッチ（2021-2022年）
- OP エリザベート・イネ＝ヴァルガ（2022-2023年）
- OP メガワティ・ペルティウィ（2023-）
- OH チェ・ガンヒ（1998-2007年）
- OH イム・ヒョスク（2000-2007年）
- OH ハン・ユミ（2011年 -2012年 ）
- OH イ・ヨンジュ（2007-2016年）
- OH チェ・ソナ（2017-2023年）
- OH チェ・ウンジ（2018-2021年）
- OH イ・ソヨン（2021-）
- MB キム・セヨン（2000年 - 2012年）
- MB チャン・ソヨン（2009年 - 2012年）
- MB ハン・ソンイ（2017-）
- S0 キム・サニ（2007年 - 2010年）
- S0 ハン・スジ
- S0 イ・ソジン
- L0 イム・ミョンオク (pl)

## 主な成績
韓国Vリーグ
- 優勝（3）：2005、2009-2010、2011-2012
- 準優勝：なし

KOVOカップ
- 優勝（2）：2008年、2018年
- 準優勝（4）：2007年、2011年、2016年、2019年